# Quốc huy Adygea
Quốc huy Cộng hòa Adygea, một chủ thể liên bang của Nga được thông qua vào ngày 24 tháng 5 năm 1994.